# Aleko Elissachvili
Aleksandr Elissachvili, dit Aleko Elissachvili (géorgien : ალეკო ელისაშვილი), né le 17 janvier 1978 à Tbilissi, est un homme politique géorgien, élu au Parlement géorgien depuis 2020.
Le 15 avril 2024, il frappe, en cours de séance parlementaire, le rapporteur d'un projet de loi contre les « agents étrangers » jugé « liberticide » par l'opposition.

## Biographie
Aleko Elissachvili commence sa carrière politique en tant que militant au sein d'un groupe de préservation civique[pas clair]. Il est membre indépendant de l'assemblée municipale de Tbilissi, capitale du pays, jusqu'en 2017, date à laquelle il se porte candidat indépendant aux élections municipales. Il obtient la deuxième place avec 69 803 voix, soit 17,5 % des suffrages. Il devient président du parti Citoyens (en).
Le 31 octobre 2020, il est élu membre du Parlement de Géorgie,.
En 2022, en réponse à l'invasion russe de l'Ukraine, il se porte volontaire pour défendre le pays et rejoint la Légion internationale pour la défense territoriale de l'Ukraine. 
Le 15 avril 2024, il frappe le chef de la majorité Mamouka Mdinaradze lors d'une session parlementaire au sujet d'un projet de loi sur les « agents étrangers » auquel s'opposent les partis d'opposition pro-européens et l'Union européenne,. La réintroduction du projet de loi, rejeté par le Parlement un an plus tôt, suscite une forte opposition populaire et une bagarre éclate au sein du Parlement. La vidéo d'Elissachvili frappant Mdinaradze est massivement relayée sur les réseaux sociaux.
Fondateur du parti Citoyens (en), il est l'un des dirigeants de la coalition Géorgie forte (en) formée en vue des élections législatives de 2024. Le 5 décembre 2024, dans le cadre d'une vague d'arrestations consécutives aux manifestations post-électorales, il est arrêté et violemment frappé par les forces de police. Il est admis dans une clinique avec des blessures au visage et au bassin. Il est accusé par les autorités d'avoir insulté un autre homme politique d'origine azerbaïdjanaise, Ali Babaïev, pour des raisons politiques. 